# Aaron Aaronsohn
Aaron Aaronsohn (în ebraică -Aharon Aharonson -אהרן אהרנסון,  n. 1876, Bacău – d. 15 mai 1919) a fost un agronom, botanist și militant sionist evreu palestinian, originar din România. A condus o rețea de spionaj în sprijinul efortului militar britanic în Palestina, în confruntarea cu Imperiul Otoman, în timpul Primului război mondial.

## Biografie
Aaron Aaronsohn s-a născut în anul 1876, în orașul Bacău, dar la vârsta de 6 ani s-a mutat împreună cu familia în Palestina, pe atunci parte a Imperiului Otoman. Părinții săi, Efraim Fishel Aharonson și soția sa, s-au aflat printre fondatorii așezării Zichron Yaakov, una dintre primele colonii agricole evreiești din Palestina. 
Era cel mai mare dintre cei șase copii ce supraviețuiseră în familia Aharonson. Trei din ei erau născuți încă în România: în afara lui Aharon - Alexander și Tzvi. Copiii mai mici, Sarah, Shmuel și Rivka s-au născut la Zichron Yaakov.
Între anii 1893-1895 a studiat agronomia și agricultura la Grignon, în Franța primind o bursă din partea baronului Edmond de Rothschild care sprijinea în acea perioadă reînvierea agriculturii și așezării evreiești în Palestina. 
În anul 1895 a fost angajat ca agronom de către baronul Edmond de Rothschild la Metullah, însă curând și-a dat demisia. El a făcut explorări intensive ale florei și faunei din Orientul Mijlociu, cartografiind Palestina din punct de vedere al botanicii. După un scurt timp petrecut în Anatolia, Aharonson s-a întors pentru a deschide un laborator agronomic la Zichron Yaakov. În anul 1906 a descoperit la Rosh Pina, o specie de grâu sălbatic (Triticum dicoccum dicoccoides), apoi la poalele Muntelui Hermon încă o specie numită Triticum monococcum aegilopoides. Acestea au fost recunoscute în lumea științifică ca strămoșii grâului cultivat ("grâul mamă") sau cel puțin identice cu specia de grâu care a crescut în Palestina și Egiptul antic acum 2000 de ani. 
Prin această descoperire, Aaronsohn s-a făcut cunoscut în întreaga lume.
În anul 1904 și 1908 Aaronsohn s-a alăturat la expediții științifice conduse de geologul german Max Blanckenhorn de la Universitatea Marburg, care cerceta straturile geologice și natura din regiunea Văii Iordanului și Mării Moarte. 
Cercetările acestea erau sprijinite de mișcarea sionistă (inclusiv de personalități ca Louis Brandeis, Henrietta Szold, Juliam Mack etc)  și finanțate de sultanul Abdul Hamid al II-lea, care era interesat în descoperirea de bogății naturale și de aprecierea potențialului lor economic.
În anul 1909 a fost invitat de Ministerul american al Agriculturii, iar cu sprijinul financiar al acestuia a înființat o mare stație de cercetare agricolă la Atlit, unde a creat o bibliotecă și a  o bază de date asupra florei din regiune.
Impresionat de munca lui Aaronsohn la Atlit, guvernatorul militar otoman al Siriei, Camal Pașa, a acceptat să-l primească în audiență la Ierusalim și să-l numească în fruntea  campaniei de combatere a invaziei lăcustelor din anul 1915.

## Activitatea de spionaj și diplomatică

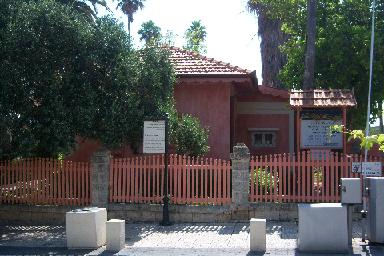
Casa memorială Aaronsohn la Zichron Yaakov

Aaron Aaronsohn a fost, în timpul Primului Război Mondial recrutat de serviciul de spionaj britanic având gradul de maior. A fost, în această calitate, fondatorul și conducătorul unei rețele de patrioți evrei din Palestina, numită "Nili"; aceștia au spionat în favoarea Marii Britanii, fiind motivat, între altele, și de teama generată de soarta rezervată de Imperiul Otoman armenilor și de speranța că după ce Marea Britanie va reuși să înfrângă Turcia și să cucerească Palestina, va ține seama de contribuția evreilor la efortul ei militar și va sprijini cauza sionistă.
Potrivit cuvintelor colonelului Walter Harold Gribbon, care a servit ca responsabil al serviciului de inteligență britanic în Orientul Apropiat in cadrul Ministerului de război britanic, "mai ales datorită informațiilor transmise de rețeaua Aaronsohn, a putut generalul Allenby să comande campania sa în Palestina cu atâta succes" 
.
Din această rețea, numită "Nili" au făcut parte prietenii și rudele lui Aaron, între care fratele său Alexander și organizația sa de „Ghideoniți”, și sora lor, Sarah Aaronsohn. Autoritățile otomane au descoperit rețeaua, care își trimitea mesajele,între altele, prin mijlocirea unor porumbei curieri, și au arestat pe mulți dintre membrii ei, printre care și pe sora lui Aaron Aaronsohn, Sarah Aaronsohn. Turcii au supus-o torturilor vreme de trei zile încercând să smulgă  de la ea numele membrilor organizației, dar ea și-a pus capăt vieții cu un revolver, fără să le destăinuie vreun secret. Și bătrânul lor tată a fost supus bătăilor, uneori în fața fiicei sale, și a rămas cu o grea tulburare psihică.
Aaron a rămas în străinătate , unde fusese trimis pentru a obține ajutoare în scopul combaterii lăcustelor, și așa a scăpat cu viață. Autoritățile militare otomane au ocupat stația agricolă de la Atlit și au ars biblioteca lui Aaronson, manuscrisele precum și prețiosul său ierbar.
Informații furnizate armatei britanice de către rețeaua "Nili" au ajutat pe generalul Edmund Allenby să declanșeze un atac surpriză la Beersheba și să înfrângă apărarea otomană din Gaza.
În aprilie 1917 Aaronson a discutat cu diplomatul britanic Mark Sykes la Cairo, apoi în septembrie 1917 Haim Weizmann l-a rugat să contacteze patru din miniștrii membri în cabinetul de război britanic, pentru a promova procesul care a dus la semnarea Declarației Balfour.
În octombrie 1917 Aaronson a plecat la Washington, având misiunea din partea lui Weizmann, Sykes și a lordului Curzon de a obține sprijinul sioniștilor americani conduși de prietenul său, judecătorul Louis Brandeis și intervenția lor pe lângă președintele Woodrow Wilson în favoarea Declarației Balfour.
După primul război mondial, Haim Weizmann l-a chemat pe Aaronsohn pentru a reprezenta pe evreii din Palestina la Conferința de Pace de la Versailles. Aaronson a fost ales în Comitetul reprezentanților Vaad Hatzirim care a fost prima adunare reprezentativă a evreilor în Palestina . El a murit într-un accident aviatic deasupra Mării Mânecii la data de 15 mai 1919 în timpul unui zbor de la Londra la Paris . Cercetările sale asupra florei din Palestina și Transiordania, precum și notele sale zilnice au fost publicate postum.
Nu a fost căsătorit și nu a avut copii.

## In Memoriam
- După numele său a fost denumită așezarea de tip moshavá Kfar Aharon, întemeiată în anul 1929 și care, ulterior, a devenit moshav, iar apoi cartier al orașului israelian Nes Tziona
- Îi poartă numele și cea dintâi clădire a Facultății de agronomie din orașul israelian Rehovot, existentă, încă, lângă intrarea principală în campus.
- Străzi în diferite orașe din Israel îi poartă, de asemenea, numele.
- 1927 - Botanistul evreu palestinian Alexander Eig a denumit planta Aaronsohnia Factorovskyi pe care a identificat-o în Deșertul Iudeei, în cinstea colegilor săi Aharon Aaronsohn și Eliezer Faktorovski (Faktori).
- Casa memorială Aaronsohn a fost restaurată pe strada Hameyassdim 40 din Zihron Yaakov

## Lucrări
Aaronsohn este autorul mai multor lucrări pe teme de agronomie și anume:
- Cercetări asupra agriculturii și botanicii din Palestina (1910) - în care descria fauna acestui ținut.
- Reliquiae Aaronsohnianae (1940)